# Ваља Маре де Криш (Хунедоара)
Ваља Маре де Криш (рум. Valea Mare de Criș) насеље је у Румунији у округу Хунедоара у општини Томешти. Oпштина се налази на надморској висини од 304 m.

## Становништво
Према подацима из 2002. године у насељу је живело 4 становника.